# アンリ・パトリス・ディヨン
アンリ・パトリス・ディヨン（Henri Patrice Dillon、英語名: Patrice Henry Dillon、 1850年11月28日 - 1909年5月16日）はフランスの画家、版画家、イラストレーターである。

## 略歴
アイルランド出身のフランスの外交官のギヨーム・パトリス・ディヨン(Guillaume Patrice Dillon:1810-1857)の息子としてアメリカ合衆国、サンフランシスコの公使館で生まれた。父親は七月王政期の最後の首相、フランソワ・ピエール・ギヨーム・ギゾーの友人で、後にレジオンドヌール勲章（オフィシエ）を受勲する外交官であった。
1873年にはパリにいて、画家の道に進み、イジドール・ピルスの工房で学び、エコール・デ・ボザールで学んだ。アンリ・ラマンやカロリュス＝デュラン、アレクサンドル・カバネルにも学んだ。
1876年からサロン・ド・パリに出展した。1890年の展覧会で入賞し、1892年には民営化されたフランス芸術家協会の展覧会でメダルを受賞し、芸術家協会の展覧会には1905年まで毎年出展した5。
1892年にリトグラフの普及のために設立されたフランス・リトグラファー協会(Société des artistes lithographes français)のためにレオンス・ベネディトとともに、頒布用のリトグラフ作品を制作し、同じ年にカレンダーを出版社、Léon Conquetから出版した。1893年にリトグラフを掲載した雑誌「L'Estampe originale」に作品を提供した。1896年に画家、版画家のアンリ・ファンタン＝ラトゥールやジャーナリストのアメル(Henry Hamel)とともにフランス・リトグラファー協会から別の版画家の団体、Société des peintres-lithographesを設立し、副会長になった。
1898年にレジオンドヌール勲章（シュヴァリエ）を受勲した。1900年のパリ万国博覧会にリトグラフを出展した。

## 作品

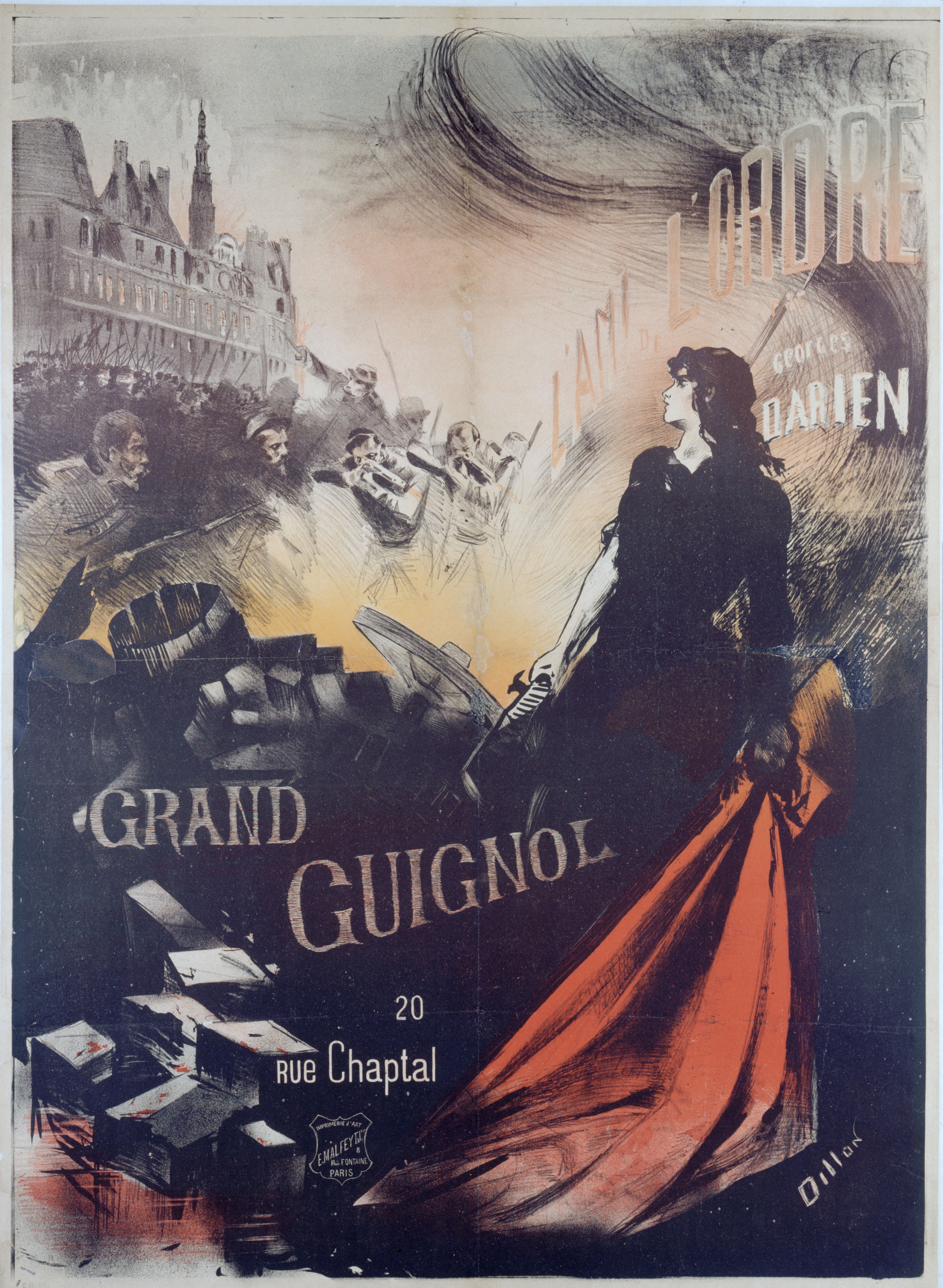
ジョルジュ・ダリアンの劇のポスター
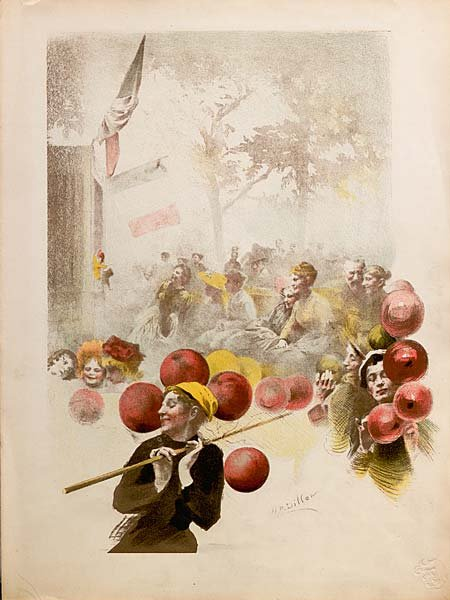
風船 (190))
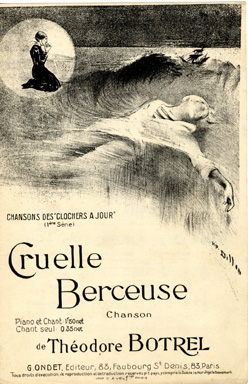
歌手テオドル・ボトレルの楽譜のイラスト
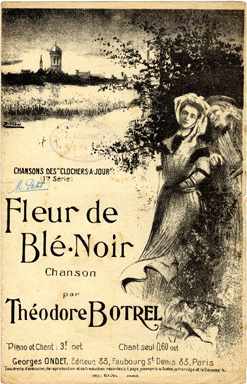
歌手テオドル・ボトレルの楽譜のイラスト

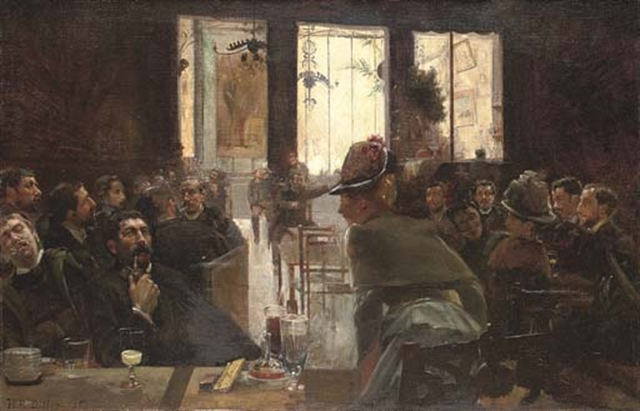
醸造所 (1886)
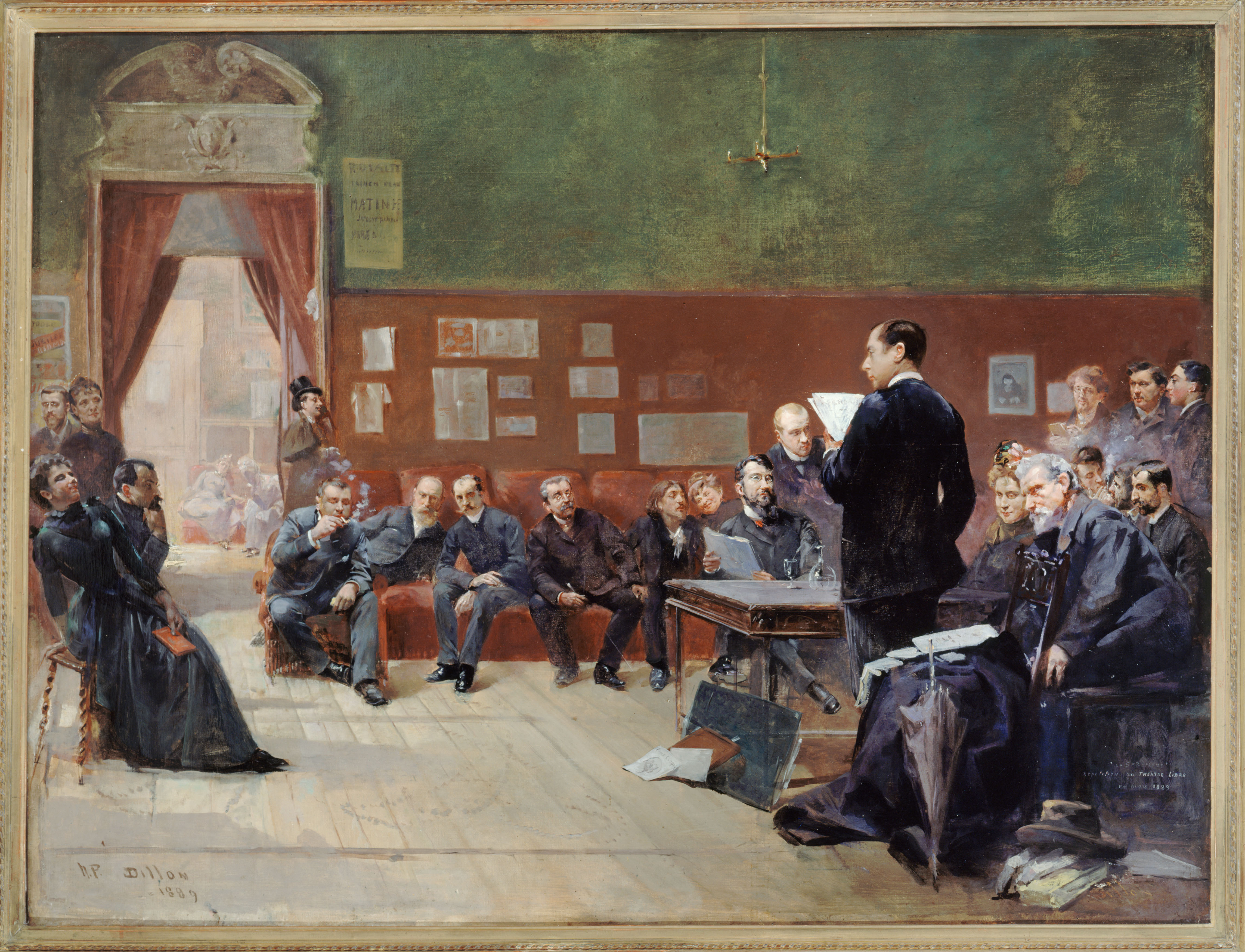
劇作家ジャン・ジュリアンの自由劇場でのリハーサル(1889)